# Högtjärnen (Ströms socken, Jämtland)
Högtjärnen är en sjö i Strömsunds kommun i Jämtland och ingår i Ångermanälvens huvudavrinningsområde.